# Greve Strand
Greve Strand este un oraș în Danemarca.